# For Greater Glory Vol.1
For Greater Glory Vol.1 è un mixtape collaborativo dell'etichetta discografica GBE, pubblicato il 19 maggio 2012.

## Tracce
1. Everything Foreign
2. Cashin Out Freestyle
3. Understand Me
4. War
5. Russian Roulette
6. Murda
7. Tatted Like Amigos
8. Finessin'
9. My Lil' Niggas
10. Everyday
11. Shoot Em Down
12. I Don't Like
13. 3Hunna
14. Tote Guns
15. Global Now
16. Save that Shit
17. Us
18. Heat Em Up
19. Cuz My Gear
20. Winnin'